# Johanna Dorer
Johanna Dorer (* 20. Dezember 1957 in Wien) ist eine österreichische Kommunikationswissenschaftlerin. Sie ist Assistenzprofessorin am Institut für Publizistik an der Universität Wien. Ihre Forschungsschwerpunkte liegen in der feministischen Medienforschung und Medientheorie.

## Akademische Laufbahn
Johanna Dorer studierte Mathematik und Germanistik an der RWTH Aachen/BRD sowie Publizistik, Germanistik, Psychologie/Psychiatrie und Philosophie an der Universität Wien. Ihre Magisterarbeit „Öffentlichkeitsarbeit der Interessengemeinschaft österreichischer Autoren“ wurde 1987 in Wien vorgelegt. 1992 folgte die Dissertation „PR als komplexe Kommunikationsstrategie: Theorie und Praxis politischer Öffentlichkeitsarbeit in Österreich“.

## Berufstätigkeit und Lehre
Von 1984 bis 1986 war Dorer freiberufliche Mitarbeiterin in der Literatur- und Hörspielabteilung des ORF.
1987 begann ihre universitäre Laufbahn als wissenschaftliche Mitarbeiterin des Hochschullehrgangs für Öffentlichkeitsarbeit an der Universität Wien.
Seit dem Wintersemester 1989/90 ist Dorer Lehrbeauftragte des Instituts für Publizistik- und Kommunikationswissenschaft an den Universitäten Wien und Klagenfurt (IFF). Ab 1994 erhält sie eine reguläre Planstelle.
Seit dem Jahr 2000 ist sie als Assistenzprofessorin am Institut für Publizistik der Universität Wien tätig.

### Forschungsschwerpunkte
Im Jahr 1994 gab Dorer gemeinsam mit Marie-Luise Angerer das erste Studienbuch „Gender und Medien“ im Braumüller Verlag heraus. In der Folge organisierte sie mit externen Lektorinnen und dem administrativen Instituts-Personal regelmäßige Gender-Workshops zur Förderung frauenspezifischer Anliegen und feministischer Lehre und Forschung. Es gelang ihr 1995, die feministische Lehre im Studienplan auszuweiten und als Wahlpflichtfach zu implementieren, womit das Wiener Publizistik-Institut zu den ersten im deutschsprachigen Raum gehört, das feministische Medienforschung in umfangreicher Form regelmäßig im Studienplan anbietet. Mit der Umstellung auf das Bakkalaureat- und Masterstudium 2003 wird diese Tradition mit einem eigenen FEM-Modul (Vorlesung und Übungen zur feministischen Medienforschung) fortgesetzt.
Seit 1995 betreut sie eine umfangreiche Anzahl an Diplomarbeiten zu feministischen Medienthemen und baut mit externen Lektorinnen den Lehr- und Forschungsschwerpunkt zur feministischen Medienforschung am Wiener Publizistik-Institut aus.

### Mitgliedschaften
Johanna Dorer war Mitglied des Beirats für Publizistikförderung im Bundeskanzleramt von 1997 bis 2003 und Mitglied des Beirats für Kunst- und Kulturinitiativen der Kunstsektion im Bundeskanzleramt (1998–2001). Seit 1996 ist sie Mitglied des Arbeitskreises für Gleichbehandlungsfragen der Universität Wien. Zudem ist Johanna Dorer Gründungsmitglied des Instituts für biologische Sozialwissenschaft in Wien.

## Publikationen

### Monographien und Editionen (Auswahl)
- mit Brigitte Geiger und Regina Köpl: Medien – Politik – Geschlecht. Feministische Befunde zur politischen Kommunikationsforschung. Springer VS, Wiesbaden 2008, ISBN 978-3-531-91096-3
- mit Brigitte Geiger: Feministische Kommunikations- und Medienwissenschaft. Ansätze, Befunde und Perspektiven der aktuellen Entwicklung. Springer VS, Wiesbaden 2002, ISBN 978-3-322-80404-4
- Frauen und Kommunikation. Markt, Trainerinnen und Teilnehmerinnen von frauenspezifischen Kommunikations- und Persönlichkeitsseminaren. Hampp Verlag, München/Mering 1997, ISBN 978-3879882366
- mit Alexander Baratsits: Radiokultur von morgen. Ansichten – Aussichten – Alternativen. Verlag Buchkultur, Wien 1995.
- mit Marie-Luise Angerer: Gender und Medien. Theoretische Ansätze, empirische Befunde und Praxis der Massenkommunikation. Ein Textbuch zur Einführung. Braumüller Verlag, Wien 1994, ISBN 3700310706
- mit Matthias Marschik: Kommunikation und Macht. Public Relations – eine Annäherung. Turin und Kant, Wien 1993, ISBN 3851320492[4]

### Reihenherausgabe
- Österreichische Kulturforschung Wien/München/New York[5]

## Auszeichnungen
- Juni 2001: Best Practice für interdisziplinäre Lehre der Universität Wien und Stiftungspreis der Bank Austria (für das Lehrprojekt interdisziplinäres Seminar Institut für Publizistik, Politologie, Soziologie und Sportwissenschaft)
- Mai 1997: Verleihung des Dr.-Maria-Schaumayer-Stiftungspreises für Wissenschaft
- November 1994: Verleihung des Österreichischen Wissenschaftspreises für Öffentlichkeitsarbeit/Public Relations
- Juni 1994: Verleihung des Theodor-Körner-Preises für Wissenschaft und Kunst[6]